# Poutní cesta Českolipskem

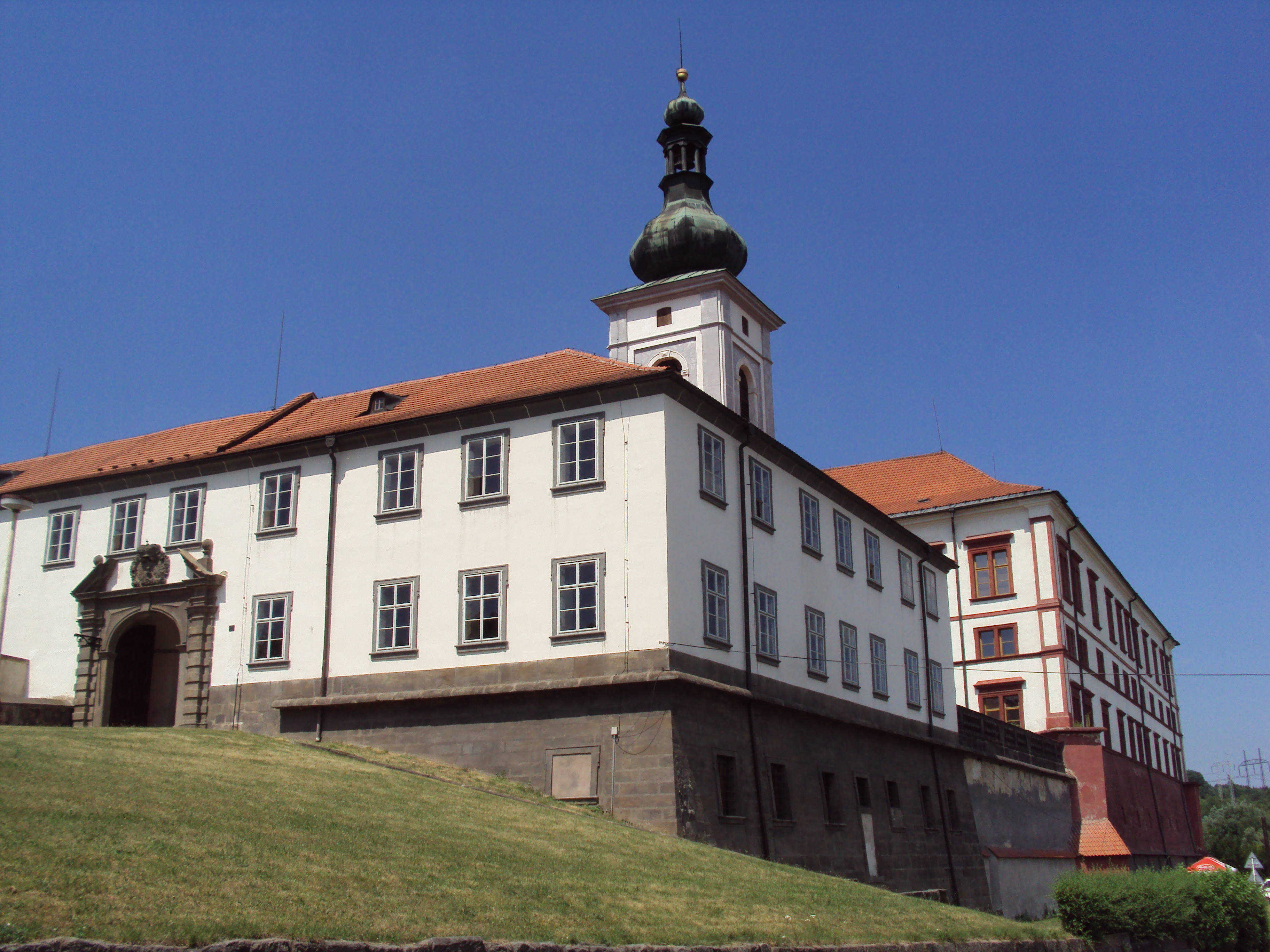
Státní zámek v Zákupech

Poutní cesta Českolipskem je na počátku 21. století vytvořená turistická trasa po významných sakrálních památkách v severní části Čech, převážně v okrese Česká Lípa. Na trase je osm poutních míst s významnými stavebními památkami a šest dalších zastavení na místech, kde se hojně navštěvované náboženské poutě kdy konaly. Účelem vytvoření dnešní trasy je podpora turistického ruchu. Projekt navázal na mezinárodní projekt Via Sacra, podpořený prostředky Evropské unie. Na trase nejsou panely obvyklé na naučných cestách.

## Historie
Nově vytvořená turistická trasa využívá Starou poutní cestu na Českolipsku, navíc k ní připojila Žitavsko v Německu, které kdysi bylo součástí panství Ronovců či později Berků z Dubé a několik míst v sousedních okresech Liberec a Děčín.  
Náboženskou pouť v této krajině vykonala majitelka zákupského panství, velkovévodkyně  Anna Marie Františka Toskánská v roce 1724, když jí bylo 52 let. Do zákupského zámku si nechala z Říma poslat ostatky sv. Pavla a sv. Kristýny a odtud vykonala bosa a pěšky pouť do kostela v Horní Polici, která byla tehdy součástí jejího panství. Při pouti se nechala doprovázet procesím s velbloudy chovanými v Zákupech, kteří nesli zmíněné relikvie světců. Relikvie byly zanechány v poutním areálu v Horní Polici.  

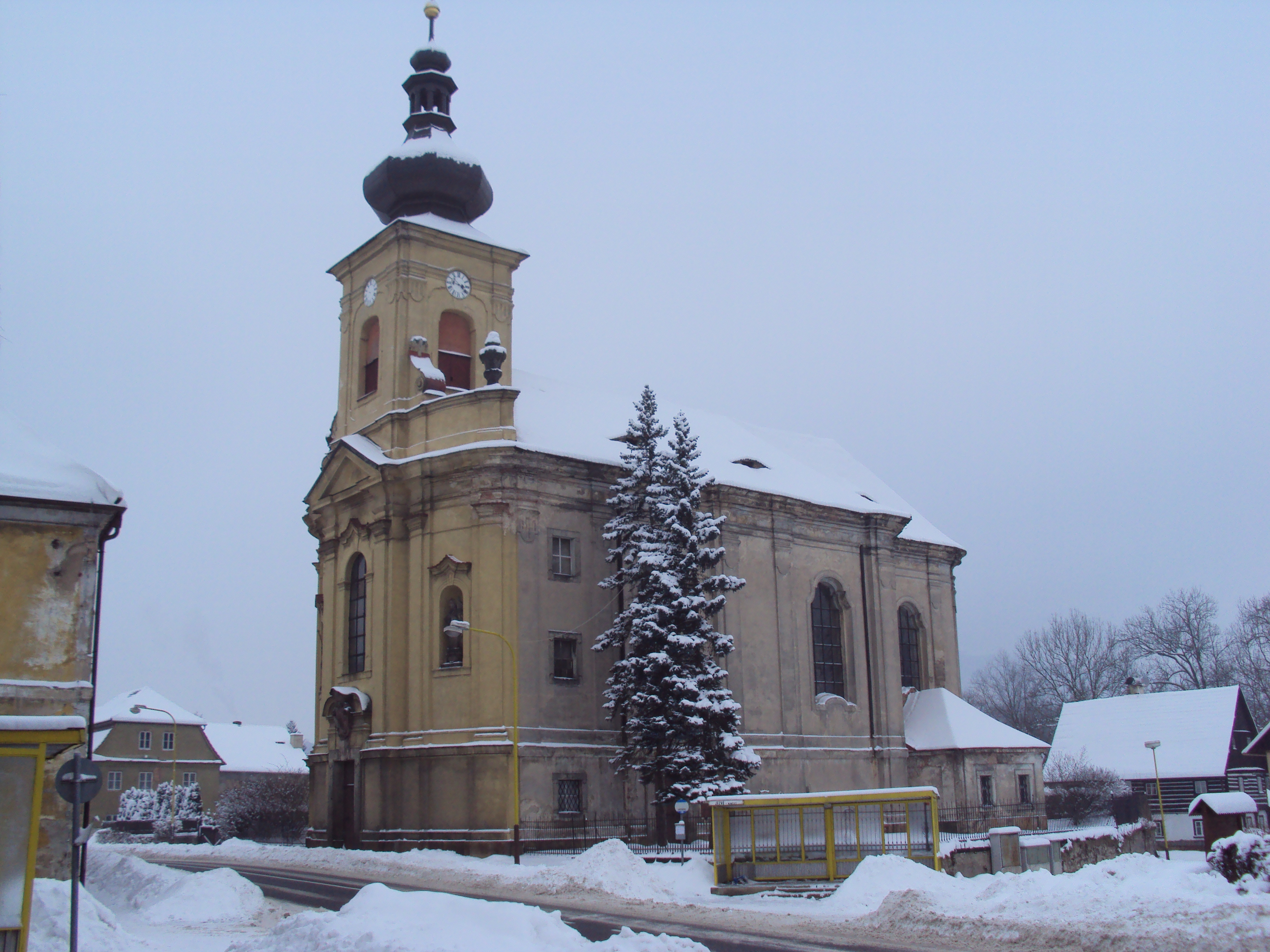
Kostel sv. Vavřince v Jezvé

## Výčet poutních míst
- 1. Žitava v Sasku, kostel sv. Kříže
- 2. Oybin v Sasku, přírodní muzeum hradu a kláštera
- 3. Jablonné v Podještědí, nyní okres Liberec, Bazilika sv. Vavřince a sv. Zdislavy
- 4. Mimoň v okrese Česká Lípa, Boží hrob
- 5. Zákupy v okrese Česká Lípa, zámek s kaplí
- 6. Česká Lípa, hlavní město okresu Česká Lípa, Augustiniánský klášter
- 7. Jezvé v okrese Česká Lípa, kostel sv. Vavřince
- 8. Horní Police v okrese Česká Lípa, kostel Navštívení Panny Marie

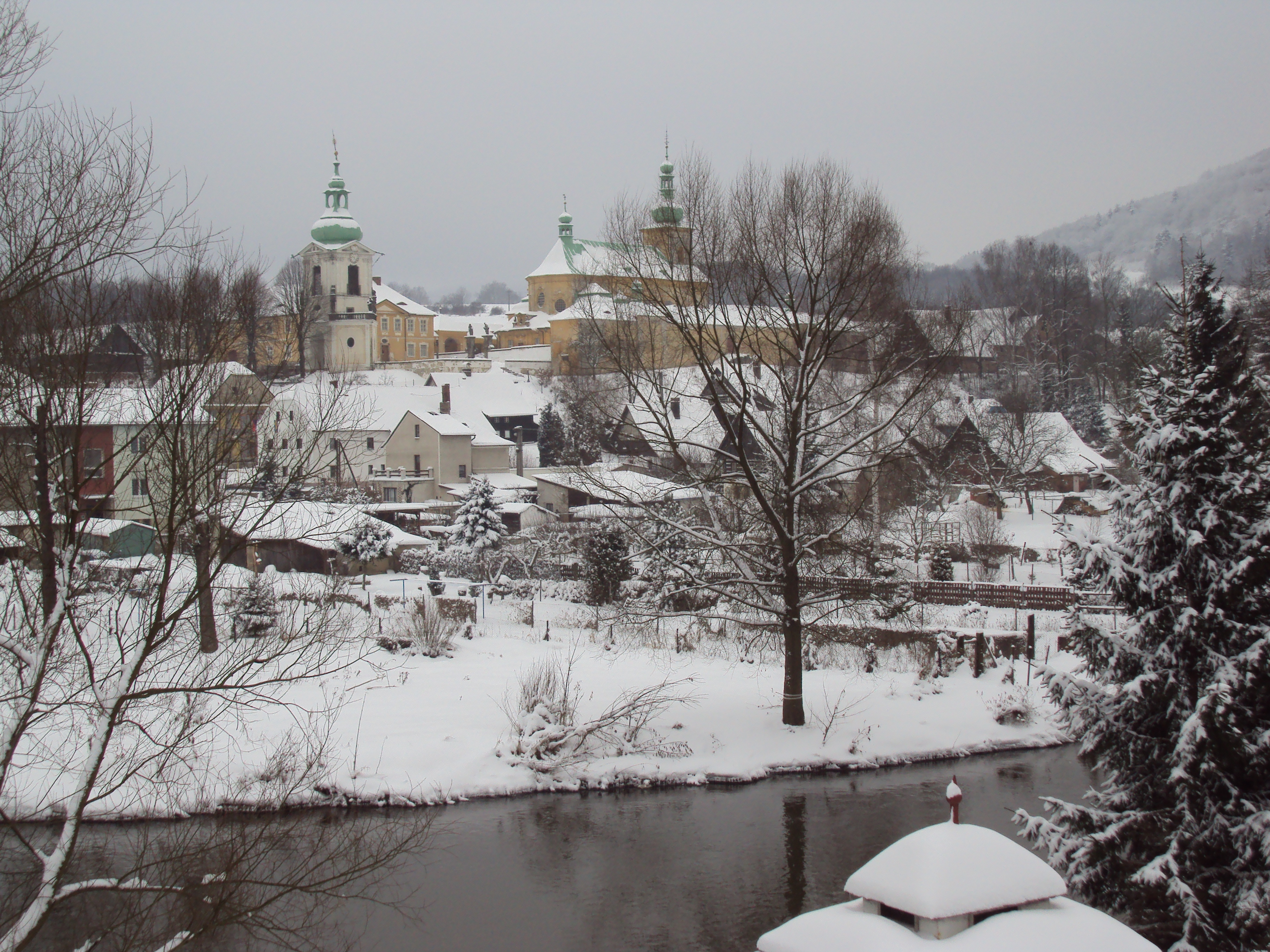
Poutní areál v Horní Polici

## Výčet dalších zastavení
- 1. Cvikov v okrese Česká Lípa, kalvárie, kostel sv. Alžběty
- 2. Sloup v Čechách, okres Česká Lípa, skalní hrad a poustevna
- 3. Svojkov v okrese Česká Lípa, Modlivý důl
- 4. Velenice v okrese Česká Lípa, skalní Boží hrob
- 5. Jiřetín pod Jedlovou, okres Děčín, Křížová hora
- 6. Rumburk, okres Děčín, Loreta, Křížová cesta